# TVP Seriale
TVP Seriale — польський національний тематичний телеканал суспільного мовлення з центром мовлення у Варшаві.
Програма каналу присвячена телесеріалам та кінофільмам.
Більшу частину програмної сітки становлять польські телесеріали. Також здійснюється показ польських художніх фільмів.
У день старту телеканал з'явився на цифрових платформ «Cyfra+». Аудиторія при запуску становила близько 2,3 млн глядачів. Канал  доступний на супутниковій платформі «Cyfrowy Polsat» та платформі «Canal+».